# 鈴木宗作
鈴木 宗作（すずき そうさく、1891年（明治24年）9月27日 - 1945年（昭和20年）4月19日）は、日本の陸軍軍人。愛知県出身。陸士24期、陸大31期。
太平洋戦争開戦時、第25軍参謀長としてマレー作戦・シンガポールの戦いに参画、占領後に起きたシンガポール華僑粛清事件に関与した。第35軍司令官であった1945年（昭和20年）4月19日、フィリピン戦線で戦死。
没後陸軍大将に進級。1946年（昭和21年）2月15日、祭資並びに幣帛が下賜された。

## 年譜
- 1891年（明治24年）9月27日、愛知県にて医師鈴木鋲次郎の次男として誕生。のちに愛知県明倫中学校を経て、陸軍士官学校へと進む。
- 1912年（明治45年）5月28日 陸士24期を卒業。成績は酒井康(砲兵科)・澄田𧶛四郎(砲兵科)についで、3番/734名の成績で卒業する。歩兵科トップの優等であった。12月、任歩兵少尉、名古屋城内に駐屯する歩兵第6聯隊附となる。
- 1915年（大正4年）12月25日 任歩兵中尉
- 1919年（大正8年）11月26日 陸軍大学校を1番/60名で卒業、軍刀組となる。同期には、愛知県明倫中学校の同窓生である飯沼守中将（21期）、喜多誠一大将（19期）、小畑英良大将（23期）などがいる。卒業後は、参謀本部附勤務になる。
- 1921年（大正10年）11月22日 任歩兵大尉
- 1923年（大正12年）9月 この頃、陸軍省軍務局に在籍し、ドイツに駐在。
- 1927年（昭和2年）7月26日 任歩兵少佐
- 1928年（昭和3年）12月12日 陸軍技術本部附兼陸軍省軍務局課員陸軍大学校兵学教官
- 1931年（昭和6年）8月1日 任 歩兵中佐
- 1933年（昭和8年）3月 関東軍司令部付、12月23日 関東軍参謀
- 1934年（昭和9年）12月26日 関東庁警務部警備課長
- 1935年（昭和10年）8月1日 任歩兵大佐・歩兵第4聯隊長
- 1938年（昭和13年）7月15日 任少将・中支那派遣軍参謀副長
- 1939年（昭和14年）
  - 9月12日 支那派遣軍総参謀副長
  - 12月1日 参謀本部付
- 1940年（昭和15年）3月9日 参謀本部第3部長
- 1941年（昭和16年）
  - 3月1日 任中将
  - 11月6日 第25軍参謀長
- 1942年（昭和17年）10月7日 陸軍兵器本廠附
- 1943年（昭和18年）
  - 4月8日 陸軍運輸部長
  - 9月25日 兼船舶司令官
- 1944年（昭和19年）7月28日 第35軍司令官
- 1945年（昭和20年）
  - 4月19日 フィリピンミンダナオ海で戦死
  - 6月14日 任大将

## 栄典
位階
- 1913年（大正2年）2月20日 - 正八位[2]
- 1941年（昭和16年）9月15日 - 従四位
- 1943年（昭和18年）11月1日 - 正四位
- 1945年（昭和20年）9月25日 - 従三位

勲章
- 1943年（昭和18年）11月11日 - 勲一等瑞宝章
- 1969年（昭和44年）9月27日 -  勲一等旭日大綬章

外国勲章佩用允許
- 1941年（昭和16年）12月9日 - 満州帝国：建国神廟創建記念章[3]